# Olivier Deschacht
Olivier Deschacht (Gent, 16 februari 1981), roepnaam Oli , is een Belgisch voormalig voetballer die als verdediger speelde. Hij is een van de meest succesvolle voetballers in de geschiedenis van RSC Anderlecht. In 17 jaar bij paars-wit werd Deschacht negen keer landskampioen, won hij één keer de Beker van België en won hij zeven Supercups. Met 602 wedstrijden voor paars-wit is hij recordhouder.
Deschacht speelde normaliter op de positie van linksachter, maar kon ook centraal in de verdediging uit de voeten. Hij verliet RSC Anderlecht, waar hij speelde sinds 2001, in de lente van 2018 na een moeilijk seizoen onder trainer Hein Vanhaezebrouck dat werd overschaduwd door een financiële overname. In zijn laatste seizoenen bij KSC Lokeren (2018–2019) en SV Zulte Waregem (2019–2021) werd de positie centrumverdediger zijn vaste positie. Van 2008 tot 2011 was hij tevens aanvoerder van Anderlecht. Deschacht was van 2003 tot en met 2015 international van het Belgisch voetbalelftal, waarvoor hij 20 interlands speelde.
Sinds oktober 2021 is hij assistent-trainer bij het Belgisch voetbalelftal onder 21.

## Spelerscarrière

### Jeugd
Olivier Deschacht begon bij de jeugd van SC Begonia Lochristi maar stapte in 1991 over naar de jeugdopleiding van KAA Gent. Bij de Buffalo's bleef de Gentenaar tot 1995. Nadien verkaste hij naar KSC Lokeren, waar het bedrijf van zijn vader Ronny Deschacht een van de voornaamste sponsors was. Op 16-jarige leeftijd belandde hij bij RSC Anderlecht. Deschacht, aanvankelijk een linksbuiten, werd bij paars-wit door toenmalig jeugdtrainer Frank Vercauteren omgeschoold tot linksachter.

### RSC Anderlecht

#### Invaller
In de zomer van 2001 nam trainer Aimé Antheunis de toen 20-jarige Deschacht definitief op in de A-kern van Anderlecht. In het voorgaande seizoen, toen Anderlecht kampioen werd, was de jonge Oost-Vlaming reeds bankzitter bij een aantal wedstijden. Vooral na de Europese uitschakeling tegen Leeds United, Real Madrid en Lazio Roma in de UEFA Champions League, naar het seizoenseinde toe, nam Anthuenis hem een aantal keer op in de wedstrijdselectie zonder hem hierbij in te brengen. Op 18 december 2001 maakte hij in een uitwedstrijd tegen KSK Beveren zijn officiële debuut voor paars-wit. Deschacht viel toen na meer dan 80 minuten in voor Bertrand Crasson. Vanaf dan haalde hij onder Antheunis regelmatig de selectie. Deschacht moest in die dagen voor de positie van linksachter de concurrentie aangaan met Davy Oyen, Aleksandar Ilić en Marc Hendrikx.
Een seizoen na zijn debuut haalde Anderlecht er met de Poolse verdediger Michał Żewłakow een nieuwe concurrent bij. Hugo Broos volgde Antheunis op en gaf aanvankelijk de voorkeur aan Żewłakow, die Broos nog van bij Excelsior Moeskroen kende. Pas in de heenronde van de competitie kreeg Deschacht meer speelkansen van Broos. Żewłakow verhuisde immers naar de rechterflank, die even Marc Hendrikx toebehoorde, of speelde centraal op het middenveld. Anderlecht telde daar namelijk veel geblesseerden dat seizoen. Op een gegeven ogenblik moest Żewłakow er inspringen en had Deschacht gaandeweg een vrijgeleide op links. 

#### Titularis
Vanaf het seizoen 2003/04 werd Deschacht bij Anderlecht titularis. De toen 22-jarige Deschacht werd de vaste linksachter en veroverde in 2004 zijn eerste landstitel. Anderlecht had dat jaar ook de minst gepasseerde verdediging van het land. Deschacht en zijn ploegmaats incasseerden 25 doelpunten in 34 wedstrijden.
Als titularis speelde Deschacht bijna elke wedstrijd voor Anderlecht, zowel in de Belgische competitie als in Europa. Pas in 2006 nam Anderlecht met Jelle Van Damme een nieuwe linksachter in de kern op. Maar Deschacht stond, ondanks de komst van Van Damme, nog steeds elke wedstrijd in de basis. Daar kwam pas een jaar later verandering in. Van Damme ontbolsterde en maakte het trainer Frank Vercauteren, en later dat seizoen diens opvolger Ariël Jacobs, erg moeilijk. Deschacht werd uiteindelijk naar het centrum van de verdediging verschoven, zodat Van Damme de nieuwe linksachter kon worden. Als Van Damme vervolgens door de trainer op het middenveld geposteerd werd, schoof Deschacht opnieuw op naar de linkerflank. In januari 2009, na het vertrek van Bart Goor naar Germinal Beerschot, werd Deschacht benoemd tot aanvoerder van Anderlecht.

#### Zware blessure
In de zomer van 2010 verhuisde Van Damme naar het buitenland en werd Deschacht opnieuw linksachter. De jonge Tsjech Jan Lecjaks werd zijn doublure. Maar Deschacht blesseerde zich in oktober 2010 tijdens een wedstrijd tegen KVC Westerlo aan de enkel. De zware blessure zorgde ervoor dat Deschacht een lange tijd niet aan spelen toekwam en dat Lecjaks de vaste linksachter werd. Pas in mei 2011 keerde Deschacht terug in het elftal. Hij startte in de basis tegen KAA Gent, maar werd aan de rust opnieuw gewisseld omwille van een blessure aan dezelfde enkel.

#### Bankzitter
Tijdens de voorbereiding op het seizoen 2010/11 liet Anderlecht Lecjaks vertrekken en haalde het de linksachters Behrang Safari en Diogo naar Brussel. Via Twitter reageerde hij op de komst van de twee concurrenten: "Anderlecht heeft nu al twee linksbacken [sic] gekocht...??!!". De tweet van Deschacht, die op dat ogenblik nog steeds geblesseerd was, werd door het bestuur van de club niet geapprecieerd. Na zijn revalidatie belandde hij op de bank en speelde hij zijn aanvoerdersband kwijt aan Lucas Biglia.

#### Opnieuw titularis
Na het vertrek van trainer Jacobs stelde het bestuur de Nederlander John van den Brom aan als nieuwe coach. Onder Van den Brom werkte Deschacht zich terug in het team. De linksachter kreeg de voorkeur op Safari en was op de eerste speeldag van het seizoen 2012/13 meteen belangrijk voor paars-wit. Anderlecht stond lange tijd 1-0 achter, maar Deschacht wist in het slot nog gelijk te maken. Op 26 januari 2013 speelde hij tegen Lokeren zijn 300e competitiewedstrijd voor Anderlecht. Deschacht werd door de supporters uitgeroepen tot Anderlecht Speler van het seizoen 2014-15. Op 13 december 2015 speelde hij tegen Oostende zijn 400e competitiewedstrijd.
Op zijn 35ste verjaardag tekende hij nog eenjarig contract dat hem tot 30 juni 2017 aan de Brusselse ploeg verbindt. Op 18/10/2017 speelde hij zijn 100ste Europese wedstrijd voor RSC Anderlecht.

### KSC Lokeren
Op 25 augustus 2018 werd bekendgemaakt dat Deschacht een contract tekende tot het einde van het seizoen. Zijn eerste terugkeer naar het Astridpark op 1 november 2018 vierde hij met een doelpunt. Deze wedstrijd eindigde op 1-1 na een doelpunt van Landry Dimata voor het andere kamp.

### Zulte Waregem
Nadat Lokeren degradeerde en zijn contract er niet werd verlengd tekende Deschacht in juli 2019 een éénjarig contract bij eersteklasser Zulte Waregem. Hij was er basisspeler gedurende het seizoen 2019/20. Aan het eind van dat seizoen kwamen beide partijen tot de overeenkomst om het contact van Deschacht met nog een extra jaar te verlengen tot de zomer van 2021. Deschacht scoorde op 29 december 2020 het winnende doelpunt in de 3-2 overwinning tegen KAS Eupen. Dit was een zeer belangrijke overwinning voor Zulte Waregem dat tot dan een moeilijk seizoen kende. Hij groeide uit tot een onbetwiste titularis in de verdediging bij Waregem.
Op 30 april 2021 raakte bekend dat Deschacht na dit seizoen stopt met voetballen. Olivier Deschacht speelde in het laatste seizoen op één wedstrijd na, alles voor Zulte-Waregem.

## Interlandcarrière
Aimé Antheunis had Deschacht in 2001 bij Anderlecht laten debuteren en nam hem in 2003 ook voor het eerst op in de selectie van de Rode Duivels. De bondscoach verkoos hem toen boven Philippe Léonard en Didier Dheedene. Deschacht verzamelde zo meer dan 10 A-caps.
Toen René Vandereycken de ontslagen Antheunis in 2006 opvolgde, viel Deschacht naast de nationale ploeg. Vandereycken selecteerde de sobere verdediger van Anderlecht nooit, maar nam Jelle Van Damme, Deschachts concurrent bij Anderlecht, wel in zijn selectie op. Deschacht betreurde de situatie, maar bleef zich beschikbaar stellen voor de nationale ploeg.
Na het ontslag van Vandereycken werd diens assistent Frank Vercauteren in 2009 tijdelijk bondscoach. Onder hem werd Deschacht opnieuw Rode Duivel. Vercauteren stapte uiteindelijk al na enkele maanden op als bondscoach, waarna Dick Advocaat zijn functie overnam. Onder Advocaat speelde Deschacht een interland tegen Qatar, maar kwam hij nadien niet meer aan spelen toe.
Advocaat stapte na vijf maanden op en werd opgevolgd door Georges Leekens die Deschacht opnieuw regelmatig opriep. Dat veranderde opnieuw toen Marc Wilmots in juni 2012 bondscoach werd.
Deschacht vierde op 24 maart 2015 zijn rentree in de selectie. Hij werd nog viermaal opgeroepen, maar kwam niet meer in actie.

### Interlands
| Interlands van Olivier Deschacht | Interlands van Olivier Deschacht | Interlands van Olivier Deschacht | Interlands van Olivier Deschacht | Interlands van Olivier Deschacht | Interlands van Olivier Deschacht |
| Nr.                              | Datum                            | Wedstrijd                        | Uitslag                          | Soort Wedstrijd                  | Goals                            |
| Als speler van RSC Anderlecht    | Als speler van RSC Anderlecht    | Als speler van RSC Anderlecht    | Als speler van RSC Anderlecht    | Als speler van RSC Anderlecht    | Als speler van RSC Anderlecht    |
| -------------------------------- | -------------------------------- | -------------------------------- | -------------------------------- | -------------------------------- | -------------------------------- |
| 1.                               | 30 april 2003                    | België - Polen                   | 3 – 1                            | Vriendschappelijk                | -                                |
| 2.                               | 20 augustus 2003                 | België - Nederland               | 1 – 1                            | Vriendschappelijk                | -                                |
| 3.                               | 11 oktober 2003                  | België - Estland                 | 2 – 2                            | Kwalificatie EK 2004             | -                                |
| 4.                               | 31 maart 2004                    | Duitsland - België               | 3 - 0                            | Vriendschappelijk                | -                                |
| 5.                               | 28 april 2004                    | België - Turkije                 | 2 - 3                            | Vriendschappelijk                | -                                |
| 6.                               | 18 augustus 2004                 | Noorwegen - België               | 2 - 2                            | Vriendschappelijk                | -                                |
| 7.                               | 9 oktober 2004                   | Spanje - België                  | 2 – 0                            | Kwalificatie WK 2006             | -                                |
| 8.                               | 17 november 2004                 | België - Servië en Montenegro    | 0 – 2                            | Kwalificatie WK 2006             | -                                |
| 9.                               | 30 maart 2005                    | San Marino - België              | 1 – 2                            | WK Kwalificatie 2006             | -                                |
| 10.                              | 17 augustus 2005                 | België - Griekenland             | 2 – 0                            | Vriendschappelijk                | -                                |
| 11.                              | 3 september 2005                 | Bosnië en Herzegovina - België   | 1 – 0                            | Kwalificatie EK 2008             | -                                |
| 12.                              | 7 september 2005                 | België - San Marino              | 8 – 0                            | Kwalificatie EK 2008             | -                                |
| 13.                              | 8 oktober 2005                   | België - Spanje                  | 0 – 2                            | Kwalificatie EK 2008             | -                                |
| 14.                              | 12 oktober 2005                  | Litouwen - België                | 1 – 1                            | Kwalificatie EK 2008             | -                                |
| 15.                              | 12 augustus 2009                 | Tsjechië - België                | 3 – 1                            | Vriendschappelijk                | -                                |
| 16.                              | 5 september 2009                 | Spanje - België                  | 5 – 0                            | Kwalificatie WK 2010             | -                                |
| 17.                              | 9 september 2009                 | Armenië - België                 | 2 – 1                            | Kwalificatie WK 2010             | -                                |
| 18.                              | 17 november 2009                 | Qatar – België                   | 0 – 2                            | Vriendschappelijk                | -                                |
| 19.                              | 7 september 2010                 | België - Bulgarije               | 2 – 1                            | Vriendschappelijk                | -                                |
| 20.                              | 8 oktober 2010                   | Kazachstan - België              | 0 – 2                            | Kwalificatie EK 2012             | -                                |
| Totaal                           | Totaal                           | Totaal                           | Totaal                           | Totaal                           | 0                                |
| Bijgewerkt t/m 12 juni 2015.     |                                  |                                  |                                  |                                  |                                  |

## Trainerscarrière
In juni 2021 behaalde Deschacht zijn UEFA-A-diploma. Op 2 oktober 2021 kondigde de Koninklijke Belgische voetbalbond aan dat hij aan de slag gaat als assistent van bondscoach Jacky Mathijssen bij de Belgische U21.

## Privéleven
- De jongere broer van Olivier Deschacht heet Xavier Deschacht en is eveneens voormalig voetballer. Xavier Deschacht begon net als zijn oudere broer bij Begonia Lochristi en speelde nadien ook voor de jeugd van KAA Gent en Lokeren. Hij speelde in de eerste ploeg als aanvaller bij tweede- en derdeklassers in België en sloot zijn spelerscarrière af SK Berlare in 2021.
- Deschacht had 13 jaar lang, waarvan 1,5 jaar huwelijk, een relatie met ex-miss België en televisiepresentatrice Annelien Coorevits. Op 2 juli 2019 maakte het koppel bekend dat ze gingen scheiden.[11] Ze hebben samen twee kinderen.

## Statistieken
| Seizoen                       | Club           | Land   | Competitie         | Competitie | Competitie | Supercup | Supercup | Beker | Beker | Europees | Europees | Totaal | Totaal |
| Seizoen                       | Club           | Land   | Competitie         | Wed.       | Dlp.       | Wed.     | Dlp.     | Wed.  | Dlp.  | Wed.     | Dlp.     | Wed.   | Dlp.   |
| ----------------------------- | -------------- | ------ | ------------------ | ---------- | ---------- | -------- | -------- | ----- | ----- | -------- | -------- | ------ | ------ |
| 2000/01                       | RSC Anderlecht | België | Jupiler Pro League | 0          | 0          | 0        | 0        | 0     | 0     | 0        | 0        | 0      | 0      |
| 2001/02                       | RSC Anderlecht | België | Jupiler Pro League | 12         | 0          | 0        | 0        | 0     | 0     | 0        | 0        | 12     | 0      |
| 2002/03                       | RSC Anderlecht | België | Jupiler Pro League | 19         | 0          | —        | —        | 3     | 0     | 0        | 0        | 22     | 0      |
| 2003/04                       | RSC Anderlecht | België | Jupiler Pro League | 29         | 0          | —        | —        | 5     | 0     | 10       | 0        | 44     | 0      |
| 2004/05                       | RSC Anderlecht | België | Jupiler Pro League | 33         | 1          | 1        | 0        | 2     | 0     | 8        | 0        | 44     | 1      |
| 2005/06                       | RSC Anderlecht | België | Jupiler Pro League | 33         | 0          | —        | —        | 1     | 0     | 9        | 0        | 43     | 0      |
| 2006/07                       | RSC Anderlecht | België | Jupiler Pro League | 34         | 1          | 1        | 0        | 6     | 0     | 6        | 0        | 47     | 1      |
| 2007/08                       | RSC Anderlecht | België | Jupiler Pro League | 27         | 0          | 1        | 0        | 5     | 0     | 9        | 0        | 42     | 0      |
| 2008/09                       | RSC Anderlecht | België | Jupiler Pro League | 34         | 0          | 1        | 0        | 2     | 0     | 1        | 0        | 38     | 0      |
| 2009/10                       | RSC Anderlecht | België | Jupiler Pro League | 37         | 0          | —        | —        | 3     | 0     | 13       | 0        | 53     | 0      |
| 2010/11                       | RSC Anderlecht | België | Jupiler Pro League | 18         | 1          | 1        | 0        | 0     | 0     | 6        | 0        | 25     | 1      |
| 2011/12                       | RSC Anderlecht | België | Jupiler Pro League | 16         | 0          | —        | —        | 2     | 0     | 3        | 0        | 21     | 0      |
| 2012/13                       | RSC Anderlecht | België | Jupiler Pro League | 27         | 2          | 1        | 0        | 3     | 0     | 8        | 0        | 39     | 2      |
| 2013/14                       | RSC Anderlecht | België | Jupiler Pro League | 30         | 2          | 1        | 0        | 2     | 0     | 2        | 0        | 33     | 2      |
| 2014/15                       | RSC Anderlecht | België | Jupiler Pro League | 40         | 4          | 1        | 0        | 7     | 0     | 8        | 0        | 56     | 4      |
| 2015/16                       | RSC Anderlecht | België | Jupiler Pro League | 32         | 0          | —        | —        | 1     | 0     | 10       | 0        | 43     | 0      |
| 2016/17                       | RSC Anderlecht | België | Jupiler Pro League | 20         | 0          | —        | —        | 0     | 0     | 4        | 0        | 16     | 0      |
| 2017/18                       | RSC Anderlecht | België | Jupiler Pro League | 12         | 0          | —        | —        | 0     | 0     | 3        | 0        | 14     | 0      |
| 2018/19                       | KSC Lokeren    | België | Jupiler Pro League | 24         | 2          | —        | —        | 1     | 0     | —        | —        | 25     | 2      |
| 2019/20                       | Zulte Waregem  | België | Jupiler Pro League | 24         | 0          | —        | —        | 3     | 0     | —        | —        | 27     | 0      |
| 2020/21                       | Zulte Waregem  | België | Jupiler Pro League | 33         | 2          | —        | —        | 0     | 0     | —        | —        | 33     | 2      |
| TOTAAL                        | TOTAAL         | TOTAAL | TOTAAL             | 535        | 15         | 8        | 0        | 46    | 0     | 100      | 0        | 694    | 15     |
| Bijgewerkt t/m 18 april 2021. |                |        |                    |            |            |          |          |       |       |          |          |        |        |

## Palmares
| Competitie         | Aantal         | Jaren                                                 |
| RSC Anderlecht     | RSC Anderlecht | RSC Anderlecht                                        |
| ------------------ | -------------- | ----------------------------------------------------- |
| Belgisch kampioen  | 9x             | 2001 , 2004, 2006, 2007, 2010, 2012, 2013, 2014, 2017 |
| Beker van België   | 1x             | 2008                                                  |
| Belgische Supercup | 7x             | 2006, 2007, 2010, 2012, 2013, 2014, 2017              |

#### Opmerking
1. ↑  Deschacht was bankzitter bij een aantal wedstrijden. Sommige media beschouwen 2000–2001 als zijn eerste van negen titels. Deschacht speelde evenwel geen minuut mee.

## Televisie
- Special Forces: Wie durft wint (2024) - als kandidaat
- Spitsbroers (2015) - als zichzelf
- De Slimste Mens ter Wereld (2008) - als kandidaat